# Geyse Ferreira
Geyse da Silva Ferreira (Maragogi, Alagoas, Brasil; 27 de marzo de 1998), conocida como Geyse o Pretinha, es una futbolista profesional brasileña. Juega como delantera y su actual equipo es el Manchester United de la Women's Super League de Inglaterra. Es internacional con la selección de Brasil.

## Biografía
Geyse de Silva Ferreira nació el 27 de marzo de 1998 en Maragogi, Brasil, hija de Maria Cristina "Cris" Gomes da Silva, una barrendera y trabajadora de guardería que crio a Geyse y sus cinco hermanos, Aline, Geovanne, Gisele, Alisson y José Willamys, como madre soltera. El padre de Geyse, un pescador, tuvo una relación abusiva con su madre.
Geyse jugó futsal durante dos años en Pernambuco. Más tarde se pasó al fútbol en la União Desportiva Alagoana (UDA), equipo con sede en Maceió, para luego unirse al Centro Olímpico, donde tuvo poco juego.

## Trayectoria

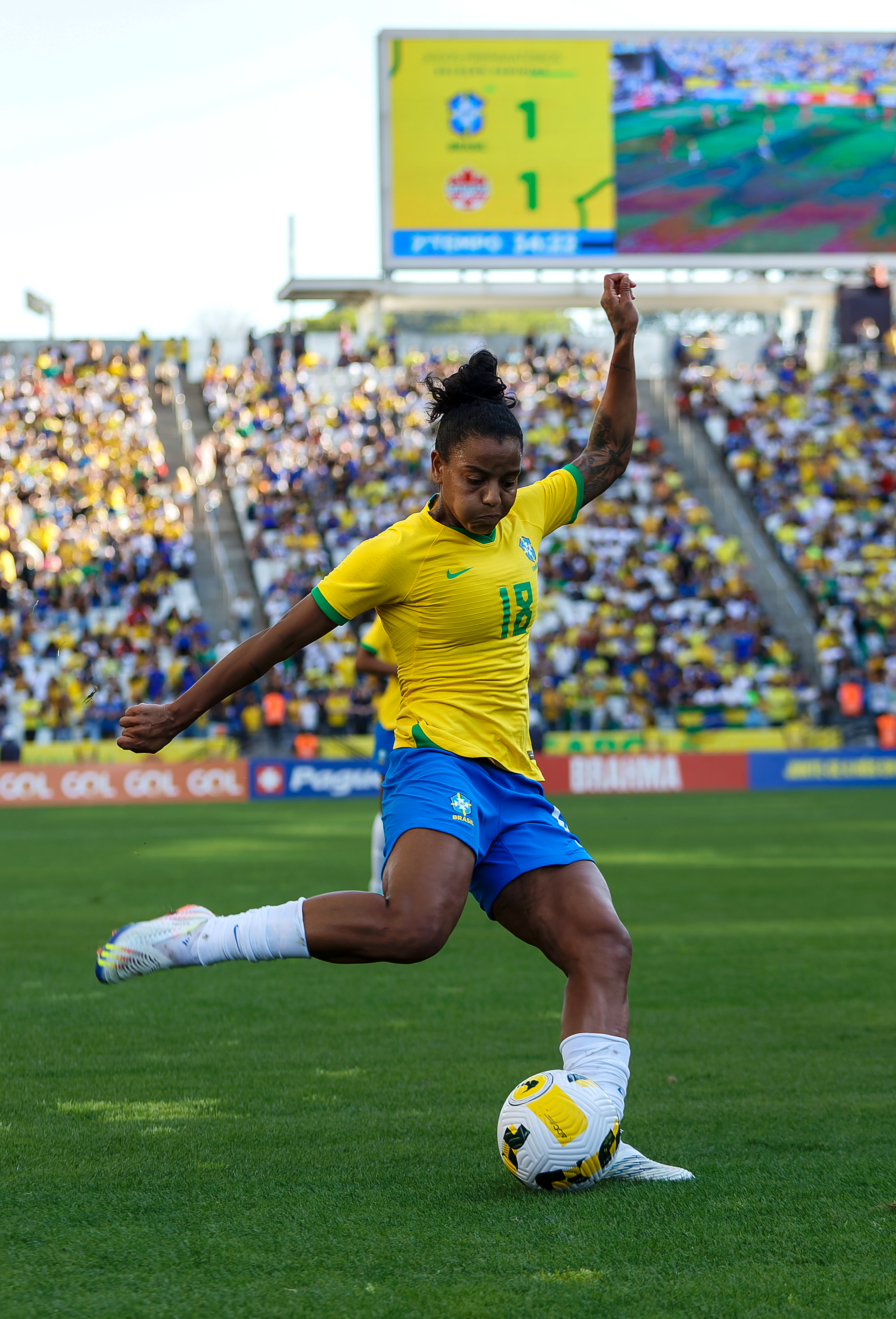
Geyse Ferreira en el partido Brasil-Canadá (15 de noviembre de 2022)

### Corinthians (2017)
Debutó con el Corinthians el 12 de marzo de 2017, anotando en la victoria por 4-0 sobre el São Francisco. Durante su única temporada con el Timão, registró 9 goles en 27 partidos.

### Madrid C.F.F. (2017-2018)
Geyse hizo su primer traspaso a la liga española en 2017 cuando fichó por el recién ascendido Madrid C.F.F. La brasileña solo disputó 11 partidos y anotó 2 goles al tiempo que el Madrid terminaba en décimo lugar en la liga.

### Benfica (2018-2019)
Acordado un pase al recién formado S. L. Benfica en mayo de 2018, Geyse se unió a su nuevo equipo en septiembre de ese año, tras disputar con Brasil la Copa Mundial Sub-20 de 2018. La prolífica delantera firmó 16 goles en sus primeros 4 partidos con el club, el cual había entrado en la segunda división de Portugal. Más tarde se la vería anotar 6 goles en un partido contra el Almeirim y al concluir la temporada, su registro personal con el Benfica era de 51 goles en 29 partidos, 41 de ellos en la liga y otros 9 en la Copa de Portugal 2018-19.
En la primera mitad de la edición 2019-20 del Campeonato Nacional, participó en 8 partidos marcando solo un gol. En enero de 2020, el Benfica rescindió su contrato con la delantera de mutuo acuerdo.

### Regreso al Madrid (2020-2022)
En enero de 2020, Geyse volvió a fichar por el Madrid C.F.F., que se encontraba entre los últimos de la tabla de la Primera División.
La temporada siguiente, el 21 de abril de 2021, anotó en los cuartos de final de la Copa de la Reina 2020-21 en la victoria por 2-1 sobre el Real Madrid. En las semifinales el club se enfrentó al FC Barcelona, eventual ganador del triplete, con Geyse jugando los 90 minutos del partido que las vio caer por 4-0.
El 10 de octubre de 2021, Geyse anotó 4 goles en la victoria por 5-4 contra el Real Betis. En los cuartos de final de la Copa de la Reina 2021-22 ante el Sporting Club, empató el partido cuando caian por la mínima pero más tarde fue expulsada y el Madrid acabó perdiendo el encuentro en la prórroga. Aunque el equipo terminó 13.º en la liga, Geyse cerró su segunda temporada en el club madrileño con 20 tantos, el máximo de la liga. Obtuvo así su primer título de Pichichi que compartió con Asisat Oshoala del Barcelona, quien registró la misma cantidad. Geyse se convirtió en la primera sudamericana en la liga femenina española en lograr los honores de máxima goleadora.

### Barcelona (2022)
Geyse firmó con el Barcelona en junio de 2022.
Geyse terminó su etapa en Culés con una Supercopa de España, un Campeonato de España y la Liga de Campeones Femenina de la UEFA 2022-23.

## Selección nacional
En abril de 2015, las actuaciones de Geyse, de 17 años, con la União Desportiva en la carrera hacia los cuartos de final de la Copa de Brasil Femenina de 2015 la llevaron a ser convocada para los entrenamientos de la selección brasileña sub-20. Geyse se convirtió en una jugadora importante para Brasil en las ediciones de 2016 y 2018 de la Copa Mundial Sub-20. Fue campeona y goleadora con 12 tantos en la edición de 2018.
Geyse debutó con la selección mayor de Brasil en septiembre de 2017, como suplente en una victoria 4-0 sobre Chile. El 18 de junio de 2021, fue convocada para disputar los Juegos Οlímpicos de Tokio 2020.

## Estadísticas

### Clubes
| Club              | País       | Año             |
| ----------------- | ---------- | --------------- |
| CESMAC            | Brasil     |                 |
| União Desportiva  | Brasil     |                 |
| Centro Olímpico   | Brasil     | 2016            |
| Corinthians       | Brasil     | 2017            |
| Madrid C.F.F.     | España     | 2017 - 2018     |
| S. L. Benfica     | Portugal   | 2018 - 2019     |
| Madrid C.F.F.     | España     | 2020 - 2022     |
| F.C. Barcelona    | España     | 2022 - 2023     |
| Manchester United | Inglaterra | 2023 - presente |

## Palmarés

### Títulos nacionales
| Título              | Club              | País       | Año     |
| ------------------- | ----------------- | ---------- | ------- |
| Copa de Portugal    | S. L. Benfica     | Portugal   | 2018-19 |
| Supercopa de España | F.C. Barcelona    | España     | 2023    |
| Primera Iberdrola   | F. C. Barcelona   | España     | 2023    |
| Women's FA Cup      | Manchester United | Inglaterra | 2024    |

### Títulos internacionales
| Título                | Equipo          | Sede         | Año  |
| --------------------- | --------------- | ------------ | ---- |
| Sudamericano Sub-20   | Brasil          | Ecuador      | 2018 |
| Copa América Femenina | Brasil          | Colombia     | 2022 |
| Liga de Campeones     | F. C. Barcelona | Países Bajos | 2023 |

(*) Incluyendo la Selección

### Distinciones individuales
| Distinción                               | Año     |
| ---------------------------------------- | ------- |
| Máxima Goleadora del Sudamericano Sub-20 | 2018    |
| Mejor Jugadora del Sudamericano Sub-20   | 2018    |
| Máxima Goleadora de la Primera Iberdrola | 2021-22 |

### Distinciones honoríficas
| Distinción             | Año  |
| ---------------------- | ---- |
| Embajadora de Maragogi | 2020 |